# Berlinka (bibliothèque)
Pour les articles homonymes, voir Berlinka (homonymie).
Le fonds Berlinka (polonais pour berlinoise), désigne l'importante collection de manuscrits allemands qui se trouvent depuis la fin de la Seconde Guerre mondiale dans  la Bibliothèque Jagellonne de Cracovie en Pologne. Le fonds était à l'origine conservé à la Bibliothèque d'État de Berlin avant d'être transféré entre 1942 et 1944 dans l'abbaye de Grüssau en Silésie pour le mettre à l'abri des bombardements.

## Historique
Durant la Seconde Guerre mondiale, les autorités allemandes décidèrent de transférer la majeure partie du fonds historique de la Bibliothèque Impériale de Berlin afin de la protéger des bombardements alliés. 

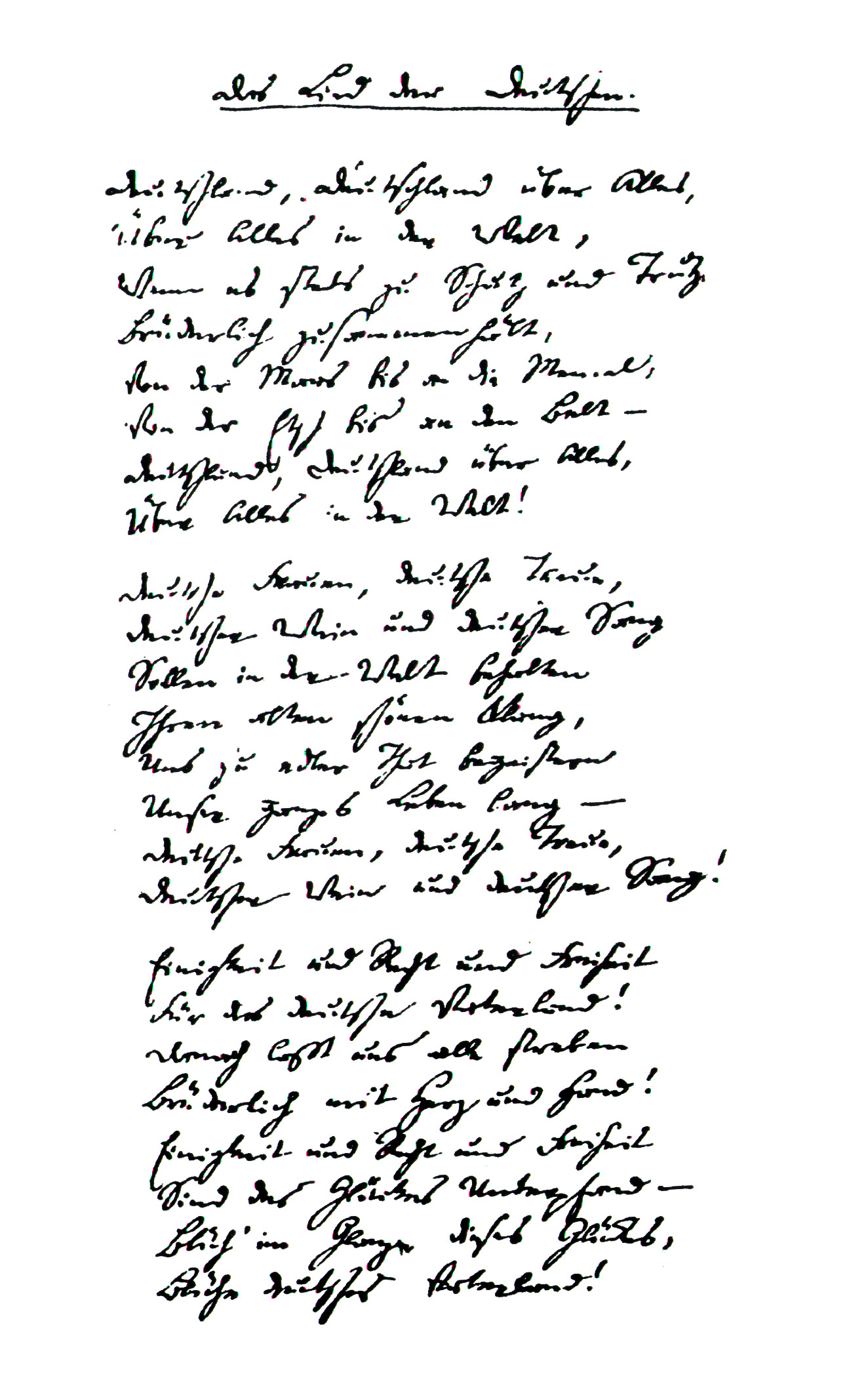
L'Hymne national allemand : Deutschlandlied

Après guerre, les frontières sont déplacées et la Silésie devient polonaise. Le gouvernement polonais réclama le droit de garder ce patrimoine comme réparations de guerre. La Pologne estimait que les destructions importantes du patrimoine polonais dépassaient les vingt milliards de dollars américains.
Jusqu'en 1977, le gouvernement tient secret ce trésor culturel. Mais cette année, le premier secrétaire du parti ouvrier unifié polonais Edward Gierek donne à son homologue est-allemand, Erich Honecker, des partitions de musique de Mozart (La Flûte enchantée) et des notes de la Symphonie n° 9 de Beethoven. 
La presse allemande lance alors une campagne de sensibilisation pour le retour de ce patrimoine national qu'elle compare à un prisonnier de guerre et accuse la Pologne de ne pas respecter la Convention de La Haye de 1907[réf. nécessaire].
Malgré le développement des relations germano-polonaises depuis l'unification allemande, la confirmation de la frontière (14 novembre 1990) et le Traité de bon voisinage (17 juin 1991), la question du fonds Berlinka demeure un objet de litige entre les deux pays.
Depuis, la Pologne a proposé de créer une fondation germano-polonaise pour gérer en commun ce riche patrimoine historique. Mais l'Allemagne s'en tient à une restitution intégrale en échange de biens historiques polonais en possession de l'Allemagne.

## Le fonds Berlinka
Le fonds Berlinka comprend près de 300 000 manuscrits, parmi lesquels ceux de Johann Wolfgang von Goethe, de Martin Luther et de Friedrich von Schiller, ainsi que les paroles de l'hymne national allemand Deutschlandlied et les travaux des frères Jacob et Wilhelm Grimm.